# Judy Lewis
Judy Lewis (* 6. November 1935 in Los Angeles, Kalifornien; † 25. November 2011 in Gladwyne, Pennsylvania) war eine US-amerikanische Schauspielerin, Autorin und Psychotherapeutin.

## Leben

### Familie
Judy Lewis wurde in Venice, einem Stadtteil von Los Angeles, als Tochter der Schauspielerin Loretta Young und des Schauspielers Clark Gable geboren.
Young wurde nach ihrer Aussage von Gable während der Dreharbeiten zu dem Film Call of the Wild (1934/1935; Regie: William A. Wellman) vergewaltigt. Die Vaterschaft wurde von Gable lebenslang nicht anerkannt und von Young vor der Öffentlichkeit verborgen, teils aus karrieretechnischen Gründen, teils aus privaten Motiven: Gable war zu dieser Zeit verheiratet; Young, streng katholisch erzogen, wollte sich in der Öffentlichkeit nicht als ledige Mutter zu erkennen geben.
Lewis wurde in einem von Loretta Young angemieteten Privathaus in Venice geboren. In der Geburtsurkunde gab Young für ihr Kind den Namen Judith Young an. Lewis wuchs bei verschiedenen Pflegefamilien und in Waisenhäusern auf, unter anderem im St. Elizabeth’s Infants Hospital in San Francisco. Young ging in dieser Zeit ihrer Filmkarriere nach und nahm ihre Tochter erst zu sich, als diese knapp zwei Jahre alt war. Der Kolumnistin Louella Parsons und der Hollywood-Presse teilte sie mit, sie habe ein Mädchen aus einem Waisenhaus „adoptiert“. Im Jahre 1940, nach der Eheschließung Youngs mit dem Radioproduzenten Tom Lewis, erhielt Lewis den Namen Judy Lewis. Tom Lewis adoptierte Judy Lewis jedoch niemals formal, sondern gab ihr nur seinen Namen.
1994 veröffentlichte Lewis ihre Memoiren unter dem Titel Uncommon Knowledge, in dem sie ausführlich und detailliert über ihre Kindheit, über das ambivalente Verhältnis ihrer Mutter zu ihr, über die Gerüchte über ihre Abstammung und ihren biologischen Vater schrieb. Lewis schrieb, sie habe Clark Gable nur ein einziges Mal gesehen und persönlich mit ihm gesprochen. Als sie 15 Jahre alt war, begegnete sie ihm in der Eingangshalle des Hauses ihrer Mutter. Gable unterhielt sich anschließend im Wohnzimmer mit ihr über die Schule, ihren Freund und ihre Interessen. Lewis erfuhr später, dass es sich dabei um ein von ihrer Mutter arrangiertes Treffen gehandelt habe, bei dem Gable seine Tochter kennenlernen konnte.
Die Veröffentlichung von Lewis’ Buch Uncommon Knowledge führte zu einem Zerwürfnis zwischen Loretta Young und Judy Lewis. Young sprach drei Jahre nicht mehr mit ihrer Tochter; erst kurz vor Youngs Tod kam es zu einer Aussprache und Versöhnung. Die wahren Hintergründe von Lewis’ Herkunft wurden vollständig dann erst in Loretta Youngs autorisierter Biographie Forever Young: The Life, Loves, and Enduring Faith of a Hollywood Legend: The Authorized Biography of Loretta Young nach ihrem Tode im Jahre 2000 der Öffentlichkeit bekanntgemacht.

### Ausbildung und Karriere
Lewis besuchte die Marymount High School, eine katholische Mädchenschule, in Beverly Hills; dort erwarb sie 1953 ihren High-School-Abschluss. Anschließend ging sie nach New York City, um eine Karriere als Schauspielerin zu beginnen. 1964 trat sie am Broadway als Tiffany in der Komödie Mary, Mary von Jean Kerr auf.
Ihre Film- und Fernsehkarriere begann Lewis 1957 mit einer kleinen Rolle in der Serie Kraft Television Theatre. Im Verlauf ihrer Karriere übernahm sie auch einige wenige Kinorollen; schwerpunktmäßig arbeitete sie für das Fernsehen. In diesem Metier hatte sie mehrere durchgehende und wiederkehrende Rollen in US-amerikanischen Fernsehserien. In der Westernserie Outlaws (1961/1962) spielte sie Connie Masters, die Angestellte eines Wells-Fargo-Büros. In der Seifenoper The Secret Storm übernahm sie eine Hauptrolle als Susan Ames Dunbar; sie verkörperte die Tochter eines Familienclans. Eine Mutterrolle hatte sie als Barbara Vining in der Seifenoper General Hospital (1975–1976, 1978).
Lewis hatte außerdem zahlreiche Episoden- und Gastrollen in vielen US-amerikanischen Fernsehserien, unter anderem in Highway Patrol (1958), Perry Mason (1959), 77 Sunset Strip (1961), FBI (1974), Die Straßen von San Francisco (1974) und Makeup und Pistolen (1974).
In dem Kinofilm Airport ’75 – Giganten am Himmel (1974) hatte sie eine kleine Rolle als Passagierin Mrs. Taylor.
Gegen Ende der 1970er Jahre zog sich Lewis, mit Mitte Vierzig, vom Filmgeschäft und von der Schauspielerei zurück. Sie nahm ein Studium in Klinischer Psychologie an der Antioch University in Los Angeles auf; dort erwarb sie in diesem Fach einen Bachelor- und einen Master-Abschluss. Seit 1992 war sie als staatlich zugelassene Familientherapeutin und Kinderpsychologin tätig. Ihre Fachgebiete waren Pflegeverhältnisse (Foster Care), Paartherapie und die Beratung unverheirateter Mütter.

## Privates
Lewis war seit 1958 mit Joseph Tinney verheiratet; die Ehe wurde 1972 wieder geschieden. Aus der Ehe ging eine Tochter, Mary Tinney Dagit, hervor, die Lewis zwei Enkel gebar.
Lewis starb am 25. November 2011 im Alter von 76 Jahren in ihrem Haus in Gladwyne an den Folgen ihrer Krebserkrankung; sie litt unter einem bösartigen Lymphom.

## Filmografie (Auswahl)
- 1957: Kraft Television Theatre
- 1958: Mackenzie’s Raiders (Fernsehserie, eine Folge)
- 1959: Highway Patrol (Fernsehserie, eine Folge)
- 1959: Perry Mason (Fernsehserie, eine Folge)
- 1961: 77 Sunset Strip (Fernsehserie, eine Folge)
- 1961: Surfside (Fernsehserie, eine Folge)
- 1961–1962: Outlaws (Fernsehserie)
- 1963: Operation Bikini
- 1964: Thunder in Dixie
- 1964–1968: The Secret Storm (Fernsehserie)
- 1969–1971: The Secret Storm (Fernsehserie)
- 1974: Airport ’75 – Giganten am Himmel (Airport ’75)
- 1974: FBI (Fernsehserie, eine Folge)
- 1974: Die Straßen von San Francisco (Fernsehserie, eine Folge)
- 1974: Make-up und Pistolen (Police Woman) (Fernsehserie, eine Folge)
- 1975–1976; 1978: General Hospital (Fernsehserie)
- 1976: Widow
- 1977: One Day at a Time (Fernsehserie, eine Folge)